# Estadio Juan Nepomuceno López
El Estadio Juan Nepomuceno López se ubica en La Piedad, Michoacán, México. Es sede de los Reboceros de La Piedad, equipo de la Segunda División de México. Fue construido por iniciativa del Lic. Macario Reyes Padilla presidente del comité de construcción en 1994.  Se conservó el nombre "Juan N. López" en honor al Sr. don Juan Nepomuceno López, quien en 1951 donó el terreno donde se construyó el antiguo estadio ubicado en el centro de la ciudad y cuyo terreno fue vendido por la misma familia para poder financiar la construcción del nuevo estadio en 1994, debido a que era instrucción de don Juan mantener el uso de dicha propiedad familiar para el equipo de fútbol, instrucción que fue respetada por su hijo Ernesto López Barriga y ejercida la venta para el nuevo estadio por su nieto Ernesto López Reyes, el cual ha sido presidente del estadio desde finales de los años 1980. Hizo el acuerdo con la directiva del club para la construcción del nuevo estadio.
Toda la obra fue desarrollada por la constructora ESMART SA de CV del Ing Juan Manuel Estrada y el Arq. Heriberto Martínez, sobre un terreno aportación del municipio de La Piedad.

## Historia
El estadio Juan N. López fue proyectado por la directiva de Reboceros de La Piedad en 1993 con motivo de la creación de la Primera división A ya que para ser admitido el club requería de mejores instalaciones, la construcción del estadio fue llevada a cabo por el comité de construcción dirigido por Macario Reyes Padilla, y fue financiada con la venta del terreno del antiguo estadio a las tiendas "Casa Ley" de Culiacán, el cual fue donado por Ernesto López Barriga, así como con la venta de los palcos ubicados en el estadio. El inmueble quedó concluido en agosto de 1994 y fue inaugurado por el exgobernador de Michoacán, Lic. Ausencio Chávez Hernández y el entonces Presidente Municipal de La Piedad José Adolfo Mena Rojas el 28 de agosto de ese año. El juego inaugural fue contra el Club Monterrey de Primera División quien derrotó al Club de Fútbol La Piedad 3-0, el primer partido oficial fue en la Primera "A" contra el Tepic el 11 de septiembre de 1994.
El estadio solo ha sido sede de Primera División un año, cuando el conjunto rebocero logró su ascenso en 2001 al imponerse a Gallos de Aguascalientes en la final de ascenso. En la Primera División, La Piedad logró el liderato general en el verano 2002 por lo que vivió el encuentro de vuelta ante América en los cuartos de final.

## Personajes a cargo de la construcción del estadio
Comité de Construcción y Directivos de La Piedad en 1993-94
- Presidente: Lic. Macario Reyes Padilla
- Vicepresidente: Lic. Alfonso Martínez Pegueros
- Tesorero: Sr. Roberto Saldaña Villaseñor
- Secretario: Lic. Ernesto López Reyes
- Vocal: Lic. Enrique Sevilla Paniagua
- Vocal: Lic. Héctor Mercado López
- Vocal: Sr. Jesús Montes Tapia

## Equipamiento
- 105 Palcos.
- Aforo para 13 356 espectadores
- 4 torres de iluminación.
- Iluminación general en tribunas.
- Vestidores locales.
- Vestidores visitantes.
- Vestidores árbitros.
- Sala de prensa.
- Bancas con mobiliario moderno.
- Espacio para discapacitados.
- Oficinas administrativas y de seguridad.
- Marcador electrónico.
- Sistema de drenaje en cancha .
- 10 puertas de acceso/salidas de emergencia.
- Área para ambulancia.
- Espacio para porra local.
- Espacio para porra visitante.

## Acontecimientos relevantes
- Final Invierno 2000 Ascenso MX La Piedad- Aguascalientes
- Final Verano 2001 Ascenso MX La Piedad - Toros Neza
- Final de Ascenso Temporada 2000 - 2001 Ascenso MX La Piedad - Aguascalientes
- Primer juego de Liga MX (Invierno 2001) La Piedad - U.A.G
- Primer juego de Liguilla en Liga MX (cuartos de final Verano 2002) La Piedad - Club América
- Final Apertura 2002 Ascenso MX La Piedad -Club Deportivo Irapuato
- Final Apertura 2011 Ascenso MX La Piedad - Correcaminos UAT
- Final Apertura 2012 Ascenso MX La Piedad -Dorados de Sinaloa
- Final de Ascenso Temporada 2012 - 2013 Ascenso MX La Piedad - Neza F.C.
- Final Clausura 2018 Liga Premier FMF La Piedad-Loros de Colima